# すし屋のケンちゃん
『すし屋のケンちゃん』（すしやのケンちゃん）は、1971年3月11日から1972年3月2日までTBS系列で毎週木曜19:30 - 20:00（JST）に放送された児童向けドラマである。全52回。

## 概要
『ケンちゃんシリーズ』第3作。本作でも前作同様、ケンちゃんとトコちゃんの兄妹が主人公。
本作は「久松鮨」を経営している小林家が舞台になり、「ケンちゃんの家は商店」という設定が完成する。そしてお父さん役に牟田悌三がシリーズ初出演、更に従業員役の進士晴久や岸ユキ、ケンちゃんの先生役の工藤堅太郎、柔道のコーチ役の石田信之など、サブキャラクターが充実してきた。

## 出演者
- ケンイチ：宮脇康之
- トコ：佐久間まゆみ
- お父さん：牟田悌三
- お母さん：吉行和子
- ベンさん（従業員）：津野哲郎
- トンペイ（従業員）：江戸家子猫
- マンガ（従業員）：進士晴久
- 美津子（従業員・ケンイチの従姉）：安間いづみ（第20話まで）
- サチコ（従業員・ベンさんの妻）：岸ユキ（第20話から）
- おじいさん：笠智衆
- 久乃（おばあさん）：中畑道子
- 安川大吉（近所の八百屋・お父さんの親友）：内藤武敏
- 安川民江（大吉の妻）：北川めぐみ
- 雷先生（体育の先生）：工藤堅太郎
- 三五郎（柔道のコーチ）：石田信之
- 良一：長田伸二
- 大島：大島俊男
- サブ：丸山久和
- 為吉：平凡太郎

## スタッフ
- 脚本：多地映一、富田義郎、千葉茂樹、光畑硯郎、大石隆一
- 監督：柴田吉太郎、曽根義隆
- 助監督：関武己、後藤修司
- 撮影技術：山崎尚広
- 音楽：牧野由多可
- プロデューサー：杉山茂樹
- 制作担当：名久井寅喜
- 制作：TBS、国際放映

## 主題歌
「すし屋のケンちゃん」
- 作詞：多地映一／作曲：井上かつお／編曲：高田弘／歌：藤田淑子

備考
レコードは宮脇康之、少年少女合唱団みずうみが歌う東芝レコード（現在のEMIミュージック・ジャパン）からとテイチクレコード（現在のテイチクエンタテインメント）から藤田淑子が歌うバージョンが発売されたが、テレビではこの藤田バージョンが使用されていた。

## 放送日程
| 話数 | 放送日         | サブタイトル                   | 脚本     | 監督       |
| ---- | -------------- | ------------------------------ | -------- | ---------- |
| 1    | 1971年3月11日  | はじめまして                   | 大石隆一 | 柴田吉太郎 |
| 2    | 1971年3月18日  | ぼくは三代目                   | 多地映一 | 柴田吉太郎 |
| 3    | 1971年3月25日  | マグロとゴボウのけんか         | 大石隆一 | 柴田吉太郎 |
| 4    | 1971年4月1日   | 空手のおねえちゃん             | 光畑碩郎 | 曽根義隆   |
| 5    | 1971年4月8日   | ボクの大失敗                   | 富田義朗 | 曽根義隆   |
| 6    | 1971年4月15日  | たいせつなお客様               | 多地映一 | 柴田吉太郎 |
| 7    | 1971年4月22日  | お母さんは日本一               | 大石隆一 | 柴田吉太郎 |
| 8    | 1971年4月29日  | おじいちゃんのヒットメロディー | 光畑碩郎 | 曽根義隆   |
| 9    | 1971年5月6日   | 飛びこんだ赤ん坊               | 千葉茂樹 | 曽根義隆   |
| 10   | 1971年5月13日  | ぼくのなやみ 私のしんぱい      | 大石隆一 | 柴田吉太郎 |
| 11   | 1971年5月20日  | マンガ君の涙                   | 光畑碩郎 | 柴田吉太郎 |
| 12   | 1971年5月27日  | おじいちゃんのボウリング       | 光畑碩郎 | 曽根義隆   |
| 13   | 1971年6月3日   | チビッコ大勝負                 | 多地映一 | 曽根義隆   |
| 14   | 1971年6月10日  | ケンちゃんのホームラン王       | 才賀明   | 柴田吉太郎 |
| 15   | 1971年6月17日  | ぼくたちの冒険日記             | 千葉茂樹 | 柴田吉太郎 |
| 16   | 1971年6月24日  | トコのバレリーナ               | 多地映一 | 曽根義隆   |
| 17   | 1971年7月1日   | かわいそうなぼく               | 光畑碩郎 | 曽根義隆   |
| 18   | 1971年7月8日   | がんばれ! マンガ君             | 光畑碩郎 | 柴田吉太郎 |
| 19   | 1971年7月15日  | ソロバンと人形                 | 才賀明   | 曽根義隆   |
| 20   | 1971年7月22日  | ぼくたちのチビッコ楽団         | 光畑碩郎 | 曽根義隆   |
| 21   | 1971年7月29日  | こわい! こわい夜               | 多地映一 | 曽根義隆   |
| 22   | 1971年8月5日   | お父さん、ありがとう           | 光畑碩郎 | 柴田吉太郎 |
| 23   | 1971年8月12日  | 走れ! 走れ! 約束だ             | 多地映一 | 柴田吉太郎 |
| 24   | 1971年8月19日  | ぼくはチビッコ三四郎           | 才賀明   | 曽根義隆   |
| 25   | 1971年8月26日  | 帰ってきた小鳥                 | 光畑碩郎 | 曽根義隆   |
| 26   | 1971年9月2日   | かみなり先生がやって来た       | 才賀明   | 柴田吉太郎 |
| 27   | 1971年9月9日   | ぼくは名探偵                   | 光畑碩郎 | 柴田吉太郎 |
| 28   | 1971年9月16日  | 夏休みのひみつの話 第一部      | 光畑碩郎 | 柴田吉太郎 |
| 29   | 1971年9月23日  | 夏休みのひみつの話 第二部      | 光畑碩郎 | 柴田吉太郎 |
| 30   | 1971年9月30日  | 青い目の板前さん               | 千葉茂樹 | 曽根義隆   |
| 31   | 1971年10月7日  | きかんしゃ小僧                 | 多地映一 | 曽根義隆   |
| 32   | 1971年10月14日 | 小さな恋人たち                 | 千葉茂樹 | 曽根義隆   |
| 33   | 1971年10月21日 | 柔道まっしぐら                 | 才賀明   | 曽根義隆   |
| 34   | 1971年10月28日 | ふしぎなお面                   | 多地映一 | 柴田吉太郎 |
| 35   | 1971年11月4日  | たいへんな定休日               | 光畑碩郎 | 柴田吉太郎 |
| 36   | 1971年11月11日 | ゆかいなお巡りさん             | 光畑碩郎 | 曽根義隆   |
| 37   | 1971年11月18日 | 追われている女の子             | 多地映一 | 曽根義隆   |
| 38   | 1971年11月25日 | 男の意地だよ                   | 才賀明   | 柴田吉太郎 |
| 39   | 1971年12月2日  | 大人のうそは許せない           | 光畑碩郎 | 柴田吉太郎 |
| 40   | 1971年12月9日  | 宿題! 宿題! 宿題!              | 大石隆一 | 曽根義隆   |
| 41   | 1971年12月16日 | 海が見えたぞ                   | 光畑碩郎 | 曽根義隆   |
| 42   | 1971年12月23日 | ビンタの味はスッパイよ         | 大石隆一 | 柴田吉太郎 |
| 43   | 1971年12月30日 | 勝つか負けるか                 | 才賀明   | 柴田吉太郎 |
| 44   | 1972年1月6日   | タコに乗ったケンちゃん         | 光畑碩郎 | 曽根義隆   |
| 45   | 1972年1月13日  | ケンちゃんだけが知っていた     | 大石隆一 | 曽根義隆   |
| 46   | 1972年1月20日  | チビッコ捕物帖                 | 光畑碩郎 | 柴田吉太郎 |
| 47   | 1972年1月27日  | こざるの落とし物               | 千葉茂樹 | 柴田吉太郎 |
| 48   | 1972年2月3日   | マンガ君のひみつ               | 多地映一 | 曽根義隆   |
| 49   | 1972年2月10日  | 北風ピューピュー               | 大石隆一 | 曽根義隆   |
| 50   | 1972年2月17日  | 男の道はきびしいよ             | 才賀明   | 柴田吉太郎 |
| 51   | 1972年2月24日  | 灯台のある岬                   | 光畑碩郎 | 柴田吉太郎 |
| 52   | 1972年3月2日   | 三人のヒョットコ踊り           | 光畑碩郎 | 柴田吉太郎 |

## 映像ソフト
- 2000年4月に『げんごろお』から『懐かしのTVシリーズ傑作選』の一つとして、第1話『はじめまして』と最終回にあたる第52話『三人のヒョットコ踊り』が収録されたVHSビデオが過去に発売されたが、既に廃盤になっている。

- 全52話が収録されたDVD、ブルーレイの発売はされていない。

## 参考資料
- テレビドラマデータベース